# Tadeusz Glazór
Tadeusz Glazór (ur. 24 listopada 1922, zm. 2006) – polski inżynier, budowniczy Polskiej Miedzi, wieloletni dyrektor przedsiębiorstwa. Obok Józefa Zwierzyckiego, Jana Wyżykowskiego i Tadeusza Zastawnika należał do zespołu, który wykonał opracowanie, wiercenie i budowę infrastruktury wydobycia miedzi w Legnicko-Głogowskim Okręgu Miedziowym. Był nazywany „czwartym muszkieterem” polskiej miedzi.

## Życiorys
Pracował w Biurze Projektów Kopalnictwa Rudy Żelaznej w Częstochowie, w ruchu Górniczych Przedsiębiorstw Paweł i Stąporków na rudach żelaza, wreszcie znalazł pracę w Centralnym Zarządzie Budowy Kopalń Rudy w Warszawie, a następnie odbył staż w Bytomiu, w Przedsiębiorstwie Budowy Kopalń. Pracę w Lubinie rozpoczął w roku 1964, niedługo po zatopieniu obu szybów kopalni Lubin, które mogło doprowadzić do zaprzestania wydobycia miedzi w tym rejonie. Glazór został nadzorcą budowy pierwszych szybów miedziowych. Od 16 lutego 1971 był dyrektorem Przedsiębiorstwa Budowy Kopalń Rud Miedzi. Nadzorował załogi górnicze, które wierciły 18 szybów dla kopalń w Lubinie, Polkowicach i Rudnej. Pozwoliło to na dostęp do rudy miedzi i w konsekwencji powstanie LGOM. Został odznaczony Krzyżem Kawalerskim Orderu Odrodzenia Polski oraz Orderem Sztandaru Pracy II klasy. Otrzymał również tytuł Zasłużonego Górnika PRL.

## Upamiętnienie
- Honorowy Obywatel Lubina[4]
- W październiku 2022 radni miasta Lubina nadali rondu przy ul. Marii Skłodowskiej-Curie, Tysiąclecia i 1 Maja imię Tadeusza Glazóra[1].
- Imię Tadeusza Glazóra nosił w rozkładzie 2023/2024 pociąg relacji Wrocław – Głogów przez Lubin[5]